# Ladislao Pérez
Ladislao Pérez war ein uruguayischer Fußballspieler.

## Verein
Der auf dem rechten Flügel eingesetzte Pérez spielte mindestens 1921 für Universal und 1923 für die Wanderers. Dabei gewannen im Jahre 1923 die Atlético Wanderers in der von der Federación Uruguaya de Football (FUF) ausgespielten Parallel-Meisterschaft während der Phase der Spaltung der Organisationsstruktur des uruguayischen Fußballs den Titel. Anschließend gehörte er von 1923 bis 1931 dem Kader von Peñarol Montevideo in der Primera División an. In diesem Zeitraum gewannen die Aurinegros 1924 ebenfalls den Titel der FUF, siegten nach Überwindung des uruguayischen Fußball-Schismas durch den Laudo Serrato 1926 in der Copa del Consejo Provisorio und wurden in den Jahren 1928 und 1929 jeweils Uruguayischer Meister.

## Nationalmannschaft
Pérez war auch Mitglied der uruguayischen A-Nationalmannschaft. Insgesamt absolvierte er von seinem Debüt am 2. November 1921 bis zu seinem letzten Spiel für die Celeste am 31. August 1924 sechs Länderspiele. Einen Treffer erzielte er nicht. Pérez nahm mit der Nationalelf an den Südamerikameisterschaften 1921 (kein Einsatz) und 1923 teil. 1923 gewann er mit Uruguay den Titel und trug dazu in drei Begegnungen aktiv bei.

## Erfolge
- Südamerikameister 1923
- Uruguayischer Meister ((1923), (1924), (1926), 1928, 1929)